# Luigi Scabia
Luigi Scabia (Padova, 16 agosto 1868 – Volterra, 21 ottobre 1934) è stato un medico e psichiatra italiano.
Noto principalmente per il suo ruolo di direttore dell'ospedale psichiatrico di Volterra. Durante il suo mandato, ha svolto un ruolo cruciale nella modernizzazione delle strutture e nell'introduzione di nuovi approcci alla cura dei pazienti psichiatrici.

## Biografia
Luigi Scabia è nato il 16 agosto 1868 a Padova, figlio di Luciano Scabia e Angela Bussolin. Dopo aver completato gli studi presso l'università di Padova, ottenendo la laurea in medicina nel luglio del 1893, Scabia ha dimostrato una precoce inclinazione per la psichiatria, ottenendo una borsa di studio Engheschi che gli ha permesso di proseguire i suoi studi senza preoccupazioni finanziarie.
Durante la sua carriera, Scabia è stato influenzato dal positivismo, corrente filosofica dominante nell'università di Padova all'epoca, e da figure come Roberto Ardigò, noto filosofo italiano. Questo approccio ha portato Scabia a interessarsi a diversi campi come antropologia, criminologia, biologia e psicologia.

## Carriera
Pochi mesi dopo la laurea, nel marzo 1894, Scabia ha assunto l'incarico di secondo medico aggiunto presso il manicomio di San Clemente a Venezia. Nel 1897, è diventato medico assistente presso il manicomio provinciale di Genova a Quarto dei Mille, dove ha lavorato fino al 1900. Nello stesso anno, Scabia è stato nominato direttore dell'asilo dei dementi di Volterra, che sotto la sua guida si è trasformato in un moderno ospedale psichiatrico, rinominato Frenocomio di San Girolamo.

## Contributi e innovazioni
Durante la sua direzione all'ospedale psichiatrico di Volterra, Scabia ha implementato varie innovazioni per migliorare la cura dei pazienti. Ha introdotto il concetto di "manicomio villaggio", creando un ambiente aperto e confortevole per i pazienti, con strutture che includevano officine, colonie agricole e spazi per attività ricreative. Inoltre, Scabia ha promosso l'ergoterapia, riconoscendo l'importanza del lavoro nella terapia dei pazienti psichiatrici.